# Stevinsluizen
De Stevinsluizen zijn een sluizencomplex in de Afsluitdijk bij Den Oever. Tezamen met de Lorentzsluizen bij Kornwerderzand beheersen zij het waterpeil van het IJsselmeer, en daarmee ook van het achterland. Het water van het IJsselmeer wordt gespuid op de Waddenzee.
De Stevinsluizen zijn vernoemd naar Hendrik Stevin, die in 1667 het vroegst bekende plan publiceerde om de Zuiderzee af te sluiten.

## Bouwgeschiedenis
In een vroeg stadium van de bouw van de Afsluitdijk lag de locatie van de Stevinsluizen al vast, bij de stroomgeulen om de kop van Wieringen. In totaal werden hier drie groepen spuisluizen aangelegd en een schutsluis. Het scheepvaartverkeer was hier minder intens dan voor de Friese kust waardoor met één sluis kon worden volstaan. De sluis kreeg dezelfde afmetingen als de grote sluis bij de Lorentzsluizen, maar kreeg een tussenhoofd waardoor de kolk werd gesplitst in twee delen, die schutlengten kregen van 57 en 79 meter. De kruisingen van het autoverkeer op de Afsluitdijk en het scheepvaartverkeer maakten beweegbare bruggen noodzakelijk. Met het oog op defensiebelangen werden dit draaibruggen, want hoge ophaal- of basculebruggen zouden een duidelijk mikpunt voor vijandige artillerie zijn geweest.
Het sluizencomplex moest voor de afsluiting van de Zuiderzee klaar zijn voor gebruik. Tijdens de werkzaamheden aan de dijk zouden de stromen door de kleiner wordende sluitgaten zo sterk worden, dat van veilig scheepvaartverkeer geen sprake kon zijn. De bouwput voor de Stevinsluizen was medio 1923 gereed. De draagkracht van de aanwezigheid keileem was voldoende om het gewicht van de sluizen en bruggen te dragen. Met de fundering werd in april 1927 begonnen en in november 1930 was de schutsluis in bedrijf. De spuisluizen volgden in mei 1932.

## Ontwerp
De spuisluizen zijn ontworpen door architect-adviseur Dirk Roosenburg. De sluizen zijn gelegen tussen twee militaire plateaus uit de Stelling bij Den Oever, aan het begin van de Afsluitdijk. Over de spuisluizen ligt een vierstrooks rijweg en een fietspad.
In oorlogstijd hadden de spuisluizen een defensieve taak, zij moesten er dan namelijk voor zorgen dat er genoeg water vanuit de Waddenzee in het IJsselmeer stroomde voor eventuele inundaties binnen de Vesting Holland. Met het oog daarop zijn de Stevinsluizen geplaatst binnen de Stelling bij Den Oever, zodat het complex kon worden verdedigd.

## Beschrijving

### Spuisluizen
Het complex bestaat uit drie groepen van spuisluizen, die vanaf Den Oever gezien, vlak na de schutsluis beginnen. De drie identieke groepen hebben ieder vijf sluiskokers van 12 meter breed, met daarboven twee maal zes heftorens. In de heftorens zitten de ophanging en machinerieën van de afsluitmiddelen. In elke sluiskoker zit een noorder- en een zuiderschuif, respectievelijk tussen de heftorens aan de Waddenzee- en aan de IJsselmeerzijde. De zuiderschuiven of hefdeuren zijn de normale waterkering en de noorderschuiven worden alleen bij storm gebruikt. Normaal staan deze laatste schuiven altijd open. De schuiven lopen langs verticale rails tussen de heftorens door middel van kettingen met betonnen contragewichten die over wielen lopen. Deze kettingen, wielen, contragewichten en elektromotoren bevinden zich alleen in de heftorens. De spuisluizen zijn rijksmonument.

### Schutsluis
Voor de scheepvaart is er een schutsluis in het complex gebouwd. De sluis is 120 meter lang en 13 meter breed. Door een luchtbellenscherm in de sluiskolk, die bij elke schutting wordt aangezet, wordt het indringen van zout water vanuit de Waddenzee naar het IJsselmeer zoveel mogelijk beperkt.